# 伊藤祐清
伊藤 祐清（いとう すけきよ、延宝6年（1678年） - 延享2年（1745年））は、盛岡藩士。

## 経歴
宝永元年（1704年）2月、南部信恩に謁し、南部利幹の代に城下新田奉行となり、のち種々の役儀を経て、寛保元年（1741年）諸氏系図、武器古筆等諸用係となり、禄50石を給せられた。延享2年（1745年）67歳で没した。

## 著作
- 宝翰類聚
- 系胤譜考
- 祐清私記

## 参考資料
- 「角川日本姓氏歴史人物大辞典」編纂委員会『角川日本姓氏歴史人物大辞典 第3巻 「岩手県姓氏歴史人物大辞典」』角川書店、1998年5月18日。ISBN 4-04-002030-8。
- 岩手放送『新版 岩手百科事典』岩手放送株式会社、1988年10月15日。